# ローベルト・バーラーニ
ローベルト・バーラーニ（Robert Bárány、1876年4月22日-1936年4月8日）はオーストリアの耳鼻科医。1914年にノーベル生理学・医学賞を受賞した。

## 生涯
オーストリアのウィーンに生まれる。ウィーン大学で耳鼻咽喉学を学び、1900年に卒業後、フランクフルト・アム・マイン市立病院内科に勤務する。同時にハイデルベルクで精神病学と神経学を修める。いったん内科医としての勤務を中断し、フライブルク大学精神病教室に所属し、クレペリンの助手を務める。1902年にはウィーン総合病院で今度は外科医としての訓練を積む。1903年にはウィーン大学医学部外科学教室に就く。1905年には本来の耳鼻科に戻り、耳鼻科教室に入り、耳鼻科学の創始者と呼ばれたH・デヴィッド・ポリッツアーの助手となる。1909年耳鼻咽喉科講師、1914年、講師のままノーベル生理学医学賞を受賞した。その年に始まった第一次世界大戦には軍医として従軍、ロシア軍の捕虜となる。しかしながら、病に倒れたため釈放され、大戦が続くなか、1917年にはスウェーデン中部にあるウプサラ大学耳鼻咽喉科の講師となった。1924年、同国政府から名誉博士号を受ける。1927年同大学で教授に就任した。1936年、同国で死去。

## 研究
ノーベル賞を受賞したバーラーニの研究は1905年にポリッツアーの助手としてウィーン大学耳鼻科教室に就いたときに始まった。1906年には耳に問題がないもの、耳に一時的な障害が起こっているもの、生まれつき耳が聞こえないものを比較し、めまいの研究を進めた。内耳に水を注入するとめまいに加え、不随意眼球運動が起こること、温水と冷水では逆方向の眼球運動が起こることを確認。カロリー反応と呼んだ。眼球運動は三半規管を満たすリンパ液の対流によること、水の温度によって対流の方向が逆になること、三半規管内の感覚毛こそが体の位置感覚を生むことを確認してゆく。1907年には研究結果を掲載した「人間の三半規管の生理ならびに病理について」を出版している。これを応用し、水を使った試験によりさまざまな耳の疾患を診断する手法を確立した。内耳のほか、運動を司る小脳の研究も進めた。
三半規管の研究を応用し、飛行機の操縦適性を調べるための試験用椅子（バーラーニ・チェア）を考案している。